# Villa Mondragone
'Villa Mondragone je patricijska vila na ozemlju italijanske občine Frascati (Lacij, osrednja Italija), ki leži v Albanskem hribovju. Leži na pobočju 416 m nad morjem, na območju, ki ga zaradi številnih gradov in vil imenujejo Castelli Romani. Od Rima je oddaljena približno 20 km  jugovzhodno, v bližini starodavnega mesta Tusculum. 
Gradnjo je začel kardinal Mark Sittich von Hohenems Altemps leta 1573. Zasnovo za njo in za Palazzo Altemps v središču Rima je izdelal Martino Longhi starejši. Stoji na mestu ostankov rimske vile konzularne družine Quinctilii. 
Papež Gregor XIII., čigar heraldični zmaj je razlog za poimenovanje Villa Mondragone, jo je redno uporabljal kot poletno rezidenco, kot gost kardinala Altempsa. V vili Mondragone je leta 1582 Gregor XIII. tudi razglasil dokument (papeško bulo "Inter gravissimas"), s katero je potrdil reformo koledarja, ki je zdaj v uporabi in znan kot gregorijanski koledar.
Villa Mondragone je doživela največji sijaj v času družine Borghese (vključno kardinal Scipione Borghèse in papež Pavel V. Ti so bili podporniki umetnosti in zbirali starine.
Drugi papeži, ki so dalj časa preživljali v vili Mondragone sta bila tudi Klemen VIII. in Pavel V. leta 1620. Lastniki vile so zapustil knjižnico Mondragone Vatikanski knjižnici. 
Leta 1626 se je papež Urban VIII. odločil da zapusti vilo Mondragone v korist papeškega prebivališča v Castel Gandolfo. 
Leta 1858 je bila gostja v vili George Sand in tam našla primerno vzdušje za pisanje romana La Daniella. Leta 1865 so vilo jezuiti spremenili v šolo Nobile Collegio Mondragone za mlade aristokrate, ki je delovala do leta 1953. 
Med drugo svetovno vojno se je šola uporabljala tudi kot zatočišče za evakuirance.
Leta 1981 so jo jezuiti prodali Univerzi, kjer je do danes periferni sedež Univerze v Rimu Tor Vergata. 
Leta 1912 je Wilfrid Michael Voynich je od jezuitov pridobil slavni Vojničev rokopis. Ker so stroški vzdrževanje veliki, se objekt diskretno trži. Voynich je kupil 30 rokopisov, med katerimi je bil tudi kasneje znan kot Vojničev rokopis iz zgodnjih 1400.